# Pepsi

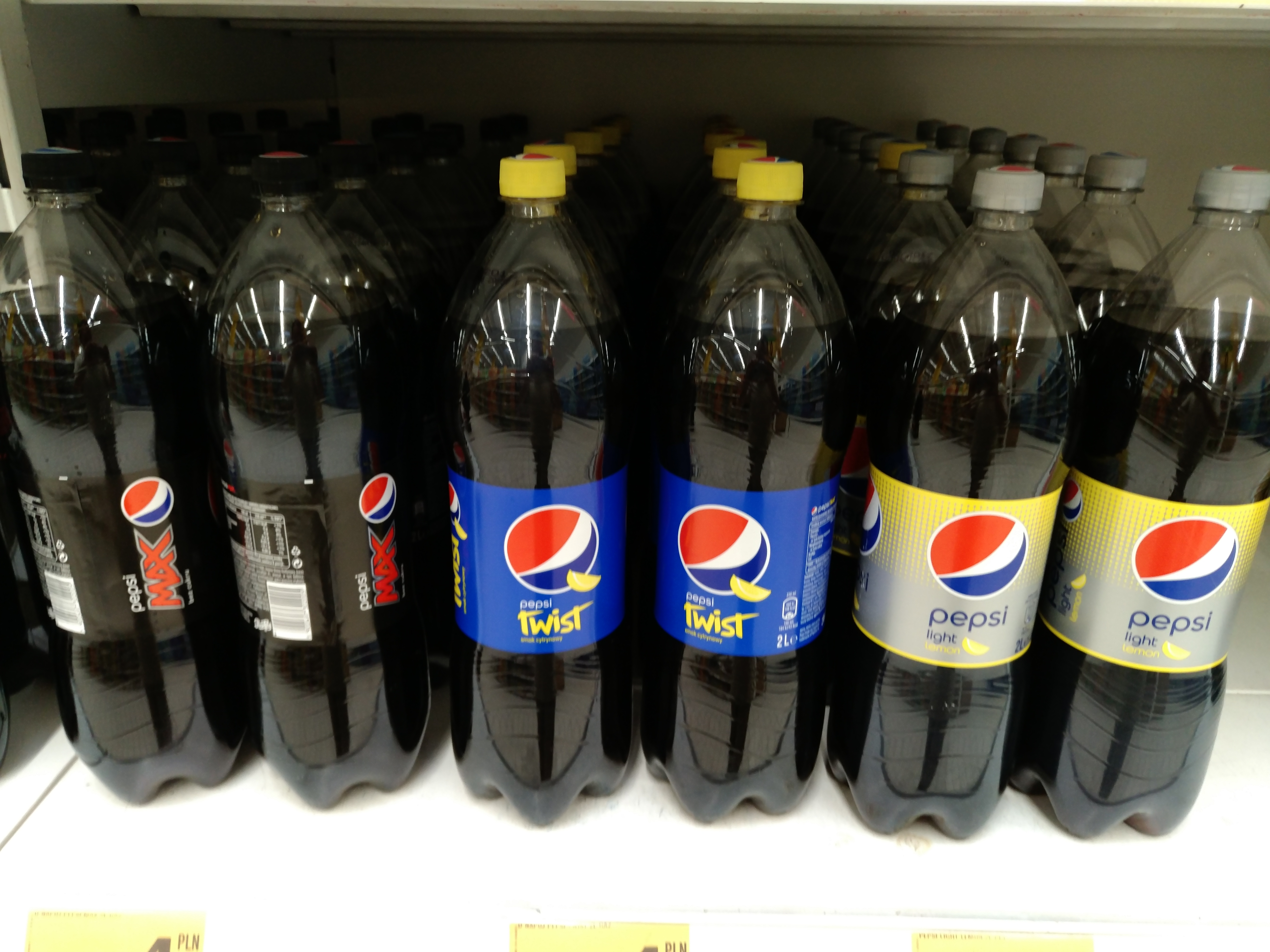
Pepsi-ízek egy üzlet polcán

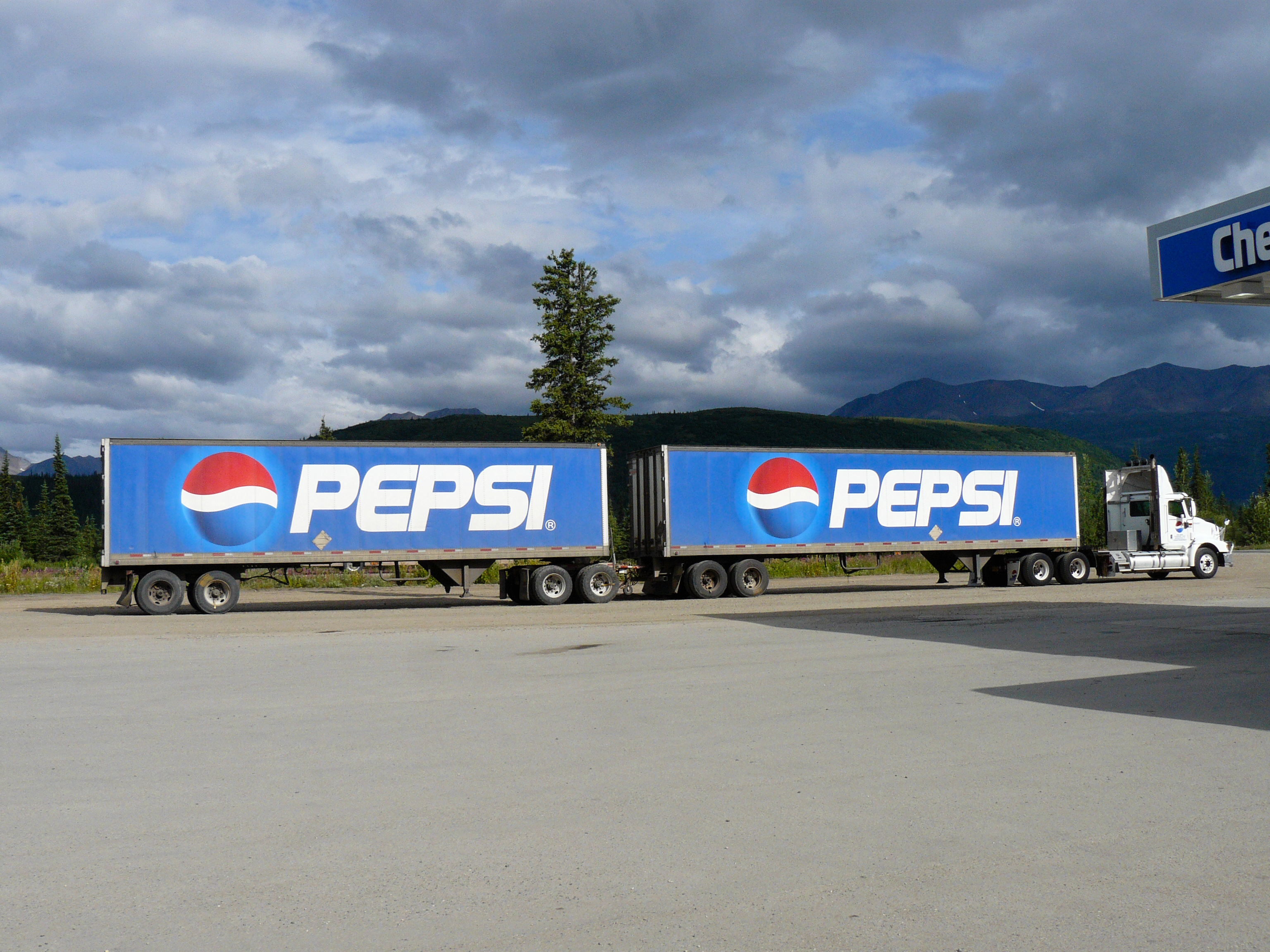
Pepsi üdítőt szállító kamion Alaszkában

A Pepsi (2008 óta pepsi-ként stilizálva, korábbi stilizált alakja: PEPSI) a PepsiCo bejegyzett védjegye, egy népszerű szénsavas üdítőital, mely a világ szinte összes országában kapható. A Pepsi a világ egyik legismertebb márkaneve. Legnagyobb riválisa a Coca-Cola.
A PepsiCo vállalat a Pepsi márkájú üdítő gyártásához csak az ital alapjául szolgáló kólasűrítményt gyártja, amelyet a világ számos országában található helyi palackozó cégek vásárolnak meg. Ezek a palackozó cégek a számukra kijelölt területre kizárólagos jogokkal rendelkeznek.[forrás?]  A koncentrátumból ivóvíz és édesítőszerek hozzáadásával készül a palackokba és alumíniumdobozokba töltött kóla. A koncentrátumot emellett éttermek számára is értékesítik, ahol a szódavizes hígítást az italautomaták végzik el. 
Többféle ízű Pepsi kapható. A leggyakoribb ízvariáns a csökkentett energiatartalmú (Diet Pepsi), de létezik cukormentes változat (Pepsi Light, Pepsi Max) és citromos ízesítésű (Pepsi Twist) változat is.

## Története
1997-ig tulajdonában volt a KFC (Kentucky Fried Chicken), a Pizza Hut és a Taco Bell, de ezen gyorsétteremláncokat kiszervezték, és Tricon Global Restaurants néven új vállalattá alakultak. (Ezt a vállalatot ma már Yum! Brands-nek hívják.)

## Logója

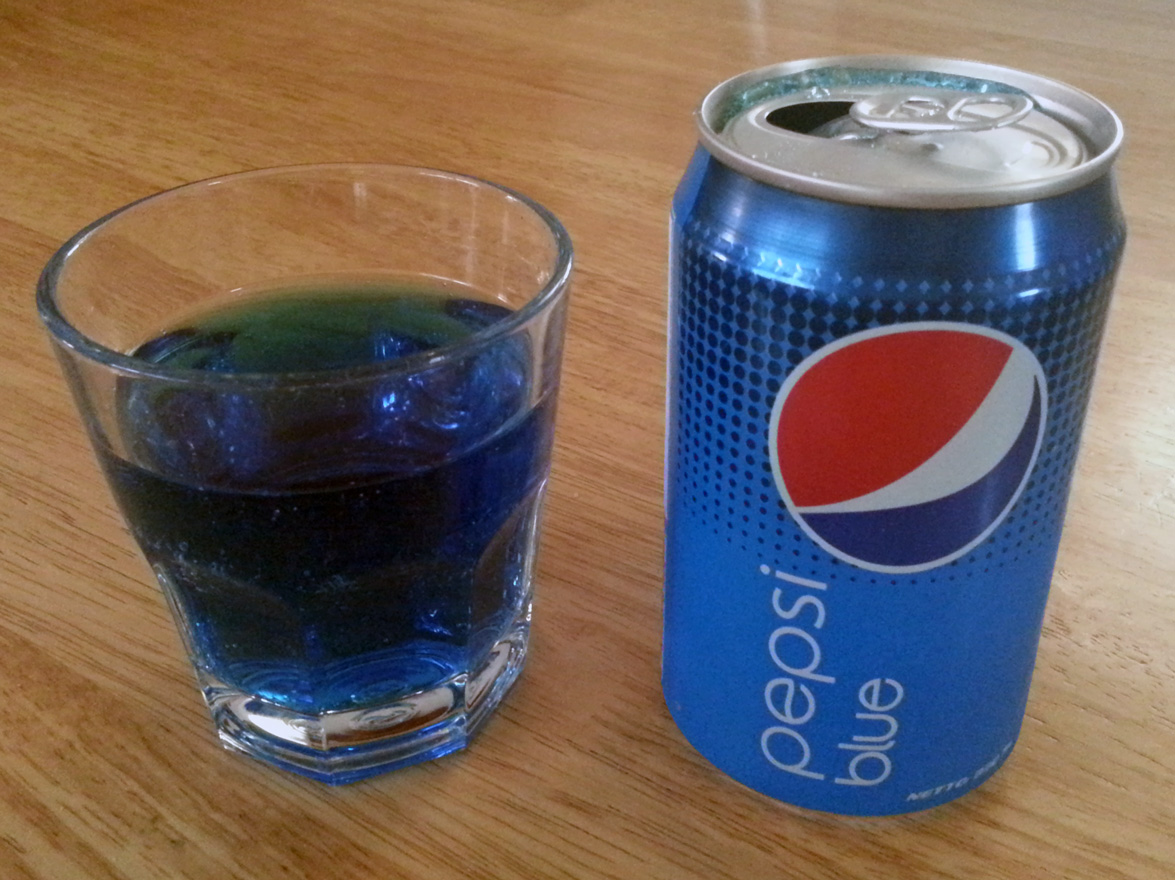
Az egy ideig itthon is forgalmazott limitált Pepsi Blue

1898-ban Új Bernben történt az első módosítás, ahol Caleb Bradham átkeresztelte a „Brad’s Drink”-jét, a szénsavas kóla keverékét Pepsi Colára.
1906-ban új szöveglogót hoznak létre, új szlogennel: „The Original Pure Food Drink”. 1940-ben a domborított 12 unciás palack már olyan Pepsi címkével debütál, amit az üvegbe égettek. Egy évvel később, hogy támogassák a háborús erőfeszítéseket, a Pepsi palackok piros, fehér és kék szint kapnak. 1943-ra az eredeti logót belefoglalják egy palack kupakba, mely tartalmaz egy feliratot: „Bigger Drink, Better Taste.” Majd a logó folyamatosan fejlődik, és idővel belekerült egy „dobozba”. 1991-ben dinamikusabbá teszik a logót, megdöntik az egészet, ezzel is a mozgás érzetét keltve. Eltávolítják a Pepsi feliratot a piros-kék hullám közül. Az utolsó változtatásra pedig 1998-ban kerül sor, amikor egy vállalati ünnepség során, a Pepsi felvette a háromdimenziós gömbjét a jégkék háttérrel, ami egy új Pepsi családnak lett a szimbóluma, ezzel a vezetőség belépett az új évezredbe.
1962-ig a betűstílus a Coca-Cola és a Pepsi márkánál nagyon hasonló volt, bár 1950-ben a Pepsi bevezette a „kupak” imázst az addigi egyszerű felirattal szemben, ahol a márkajelzést az üdítőital kupakját formáló alakzatban helyezte el.
1962-ben aztán elhagyták a Cola feliratot, és az óta 2008-ig csupán a PEPSI logó látszik az üvegeken. Teljesen más stílust kapott a felirat, ezzel is próbálták különbözővé, egyedivé varázsolni terméküket, hogy a fogyasztók véletlenül se asszociáljanak a rivális gyártó – a Coca-Cola – italára.
1973-tól a kupakformát felváltotta a szabályos körben megjelenő piros, fehér, kék hullámos ábra közepére írt PEPSI felirat, mely egészen 1991-ig változatlan maradt.
1991-ben a PEPSI szöveg kikerült a körön kívülre és 2008-ig csak a minta dizájnját fejlesztették, korszerűsítették a tervezők. Végül 2008-ban a PEPSI felirat eltűnik, azóta csak a háromdimenziós gömböt ábrázoló logó látható a terméken.
Az utolsó módosítás óta mosolyt formáz a logó a Pepsi-termékeken, a dinamikus-nagybetűs írásmódot pedig retró kisbetűk váltják. A hagyományos Pepsinél egy sima mosolyra, a Diet Pepsinél egy szűk vigyorra, a Pepsi Maxnál pedig nevetésre áll a fehér rész jelképezte száj.

## Magyarország
Az 1968-as Új gazdasági mechanizmus révén a Pepsi Cola Company 1969-ben a Fővárosi Ásványvíz és Jégipari Vállalattal franchise szerződést köthetett, ezzel az ország középső részén; későbbi, más cégekkel kötött szerződései által pedig hamarosan az egész ország területén forgalmazhatta termékeit. Emellett a FÁJIV 1970-től gyártotta is az üdítőit.
A termékek népszerűsége nőtt, hamarosan túlkereslet állt be. Emiatt a vezetés gyártásközpontúvá vált. 1993-tól a Pepsi Co. az akkor már FÁÜ Rt. többségi tulajdonosa lett, és két év alatt több százmillió dolláros átalakításokat végzett.
Ami a disztribúciót illeti, kezdetben – járműflotta híján – villamossal utazó ügynökök gyűjtötték be a megrendeléseket. 1992 és 1996 között a cég országos depóhálózatot épített ki, azonban a nemzetközi láncok hálózatának létrejötte és az ital-nagykereskedők megjelenése után a depók többségét felszámolta, és vegyes eszközökkel kezdte teríteni termékeit, alapvetően területi képviselőire támaszkodva.
2015-ig Soroksáron, a Fővárosi Ásványvíz és Üdítőipari Zrt. üzemében palackozták a Pepsi termékeket. 2018-ban a Central Europe Mineral Water Holding vásárolta meg a Pepsi termékek gyártási és forgalmazási jogát. 2018-ban megduplázták a Szentkirályon működő palackozó üzem termelési kapacitását. A 2018 óta a Pepsi termékeket is palackozó cég 2019-től a Szentkirályi Magyarország nevet viseli.